# Jörg Henze
Wolfgang Jörg Henze ist ein deutscher Techno-DJ und Produzent, Labelbetreiber und Gründer des mittlerweile in Konkurs gegangenen Plattenvertriebs Neuton.
Kurz nach dem Start der DJ-Karriere brachte Jörg Henze 1991 den Track Psilocyibin heraus. In den folgenden Jahren veröffentlicht er unter zahlreichen Pseudonymen wie WJH, Leaders Of The 909, Cor Decking, 303 Child, Gecko, Bassoon oder Submode zahlreiche Tracks (teilweise mehr als 50 Veröffentlichungen pro Jahr). 2001 erschien das Debütalbum Passengers Only, wenige Jahre später erschien das nächste Album Ash And Diamonds. Mit ihm erschien auch eine Mix-Compilation der DJs Homebase-Serie.
Bekannte Labels, auf denen er veröffentlichte, sind zum Beispiel Jay Denhams Black Nation, Monika Kruses Terminal M, Good Grooves Frisbee, Thomas Schumachers Spielzeug Schallplatten und Pascal FEOS' PV-Records. Neben seinen Produktionen hat Henze auch Remixe für Künstler wie Robert Armani und Josh Wink angefertigt. Er war an Musikprojekten mit Toni Rios und Frank Lorber beteiligt.
1993 gründete Henze das Label Delirium Red, ein Jahr später rief er den Vertrieb Neuton ins Leben, der 2008 Insolvenz anmelden musste. 1997 trennte er sich wieder von Neuton und gründete mit Federation Of Drums 1999 ein neues Outlet für seine Produktionen.